# 原爆十景
原爆十景（げんばくじっけい）とは、広島市への原子爆弾投下の惨劇を伝えるべく広島市が選定した10の風景評価（十景）。1947年のみ選定し発表。

## 概要
1947年に第1回平和祭(後の広島平和記念式典)が開かれ、開催後に市役所職員数人で市内から探し十景が発表された。
そもそもの発端は市職員と地元紙中国新聞記者との会話の中で思いついた企画で、被爆により廃墟となった広島で普通の空襲によるものとの違いが如実に出ているもの、そして何もなくなった広島において新たな観光名所として選ばれた。また、被爆を忘れてしまいたい側の市民感情を配慮し刺激的なものは意図的に外しているため、この段階ではのちの原爆ドームである産業奨励館などは選出されていない。
これをきっかけとして翌1948年から「原爆名所」「原爆記念保存物」として選定を初め、現在の市による被爆建物選定へと続く。現在、都市発展に伴い消滅しているものもある。

## 十景
以下、2007年4月30日付中国新聞の記事を主に参照し記載する。
|                                        | 爆心地からの距離(m) | 詳細 |                            |
| -------------------------------------- | ------------------- | --- | -------------------------- |
| 広島護国神社の鳥居上の額               | 100 （当時）        | 上空からほぼ鉛直方向に爆風を受け、爆心地側の南側の額は残ったが、北側の額は吹き飛ばされた。その後広島市民球場建設に伴い移転、鳥居と額は広島城東側の裏御門近く中国放送本社ビルの南側で現存している。                                                             | 現在の旧護国神社鳥居       |
| 元安橋の欄干および南北に開いた石製灯籠 | 130                 | 落橋には耐えたが、点灯装置が納められていた中柱の笠石は爆風の方向である左右相反方向にずれ、欄干は元安川に落下、熱線で路面がはく離した。この状況から爆心地特定の手がかりとなった。橋自体は1992年に架けかえられたが、被爆親柱および中柱は再利用され現存している。 | · 被爆後の元安橋           |
| 山陽記念館屋根瓦                       | 420                 | 建物内部は全焼に近かったが、西側に隣接した堅牢な日本銀行広島支店の陰となった部分は、瓦が特異な変形で残った。1995年、被爆樹木と門および手すりの一部を残して改装、頼山陽史跡資料館として再開館した。                                                             | · 被爆後の山陽記念館       |
| 国泰寺の煉瓦をはさんだ墓石             | 450 （当時）        | 爆風で飛び込んできた赤煉瓦が、奇跡的に墓石と台石の間に挟まって傾いたまま残った。煉瓦はその後に盗まれたため、別のかけらをコンクリートを付けて展示していた。1978年国泰寺は己斐に移転。ちなみに旧敷地は中町のANAクラウンプラザホテル広島が建っている。            | · 被爆後の墓石             |
| 広島市役所3階の布片                    | 1,000               | 南棟の中央階段3階から4階に上がるガラス窓の上部あった防空暗幕。庁舎の窓ガラスが飛び内部は全焼、庁内にいた職員が消火にあたりこれが焼け残った。 | 被爆後の市役所             |
| 広島市役所煙突の亀裂                   | 1,000               | 爆風でひび割れた、南棟に沿ってたつ高さ45mの煙突。1961年以降の大改修に伴い現存せず。 | 被爆後の市役所             |
| 住吉神社欄干                           | 1,400               | 参道にかかる小さな橋欄干の親柱が爆風により四方へ傾いた。ちなみにすぐ近くにかかる住吉橋は被爆翌月の9月枕崎台風により落橋した。その後1952年に社殿を再建。1996年に現在の社殿に建て替えられた。                                                                    | 現在の住吉神社             |
| 御幸橋の倒れた欄干                     | 1,820               | 爆心地方面の上流側欄干は歩道に倒れ、下流側は川に転落した。1950年代初期までそのままの状況だった。1980年代から架替工事を行い、1990年に現橋竣工。西詰めに親柱と欄干の一部が現存している。                                                                         | 現在の御幸橋親柱           |
| 瓦斯会社ガスタンクの陰影               | 2,000               | 京橋川沿いの皆実町の広島瓦斯工場のガスホルダー。熱線で表面のコールタールが溶け階段やバルブホイールの影が残った。 | 広島ガスのガスタンクの陰影 |
| 三篠本町の竹藪                         | ?                   | 熱線により爆心地側表面がちょうど半分変色した。 |                            |

## その後
翌1948年から市の事業として本格的に選定を始める。これに都市復興アドバイザーを務めていたイギリス連邦占領軍S・A・ジャビー少佐は、内外へのアピールをより重視すべきとアドバイスし、更に被爆建物の保存キャンペーンを打ち出した。つまり、原爆ドームの保存運動を始めたのはジャビーが最初だといえる。同年、「原爆記念保存物」あるいは「原爆名所13景」として発表、以下の13箇所が選ばれた。
- 爆心地（島病院）
- 元安橋
- 産業奨励館（原爆ドーム）
- 相生橋
- 広島商工会議所
- 広島護国神社跡
- 広島大本営跡

- 芸備銀行（広島銀行本店）
- 大阪銀行（「人影の石」の住友銀行広島支店）
- 山陽記念館
- 国泰寺の石塔（赤穂義士追遠塔）
- 広島県庁跡（水主町の旧所在地）
- 御幸橋ガスタンク（上記の瓦斯会社ガスタンクの陰影）

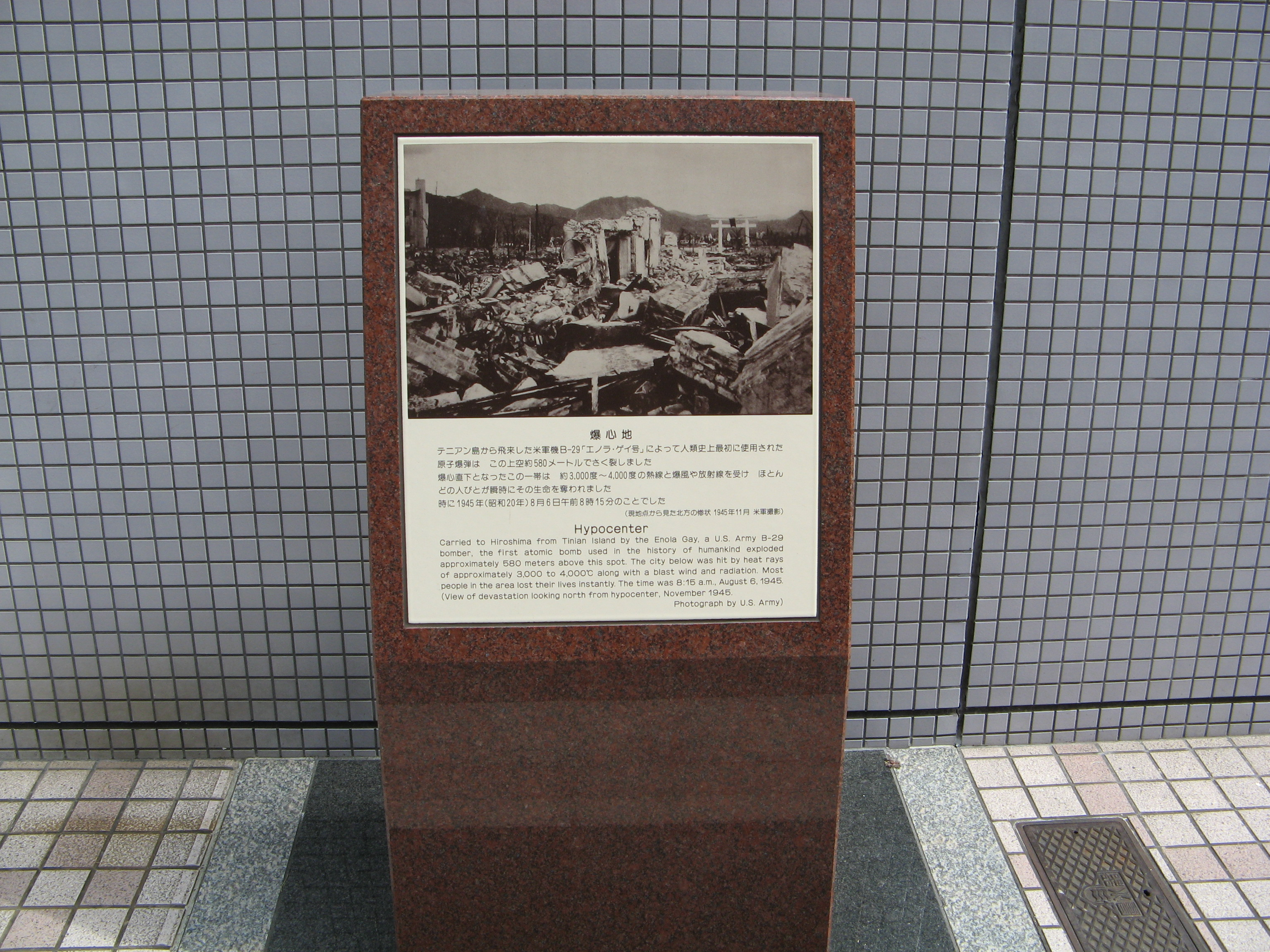
現在の島病院前モニュメント
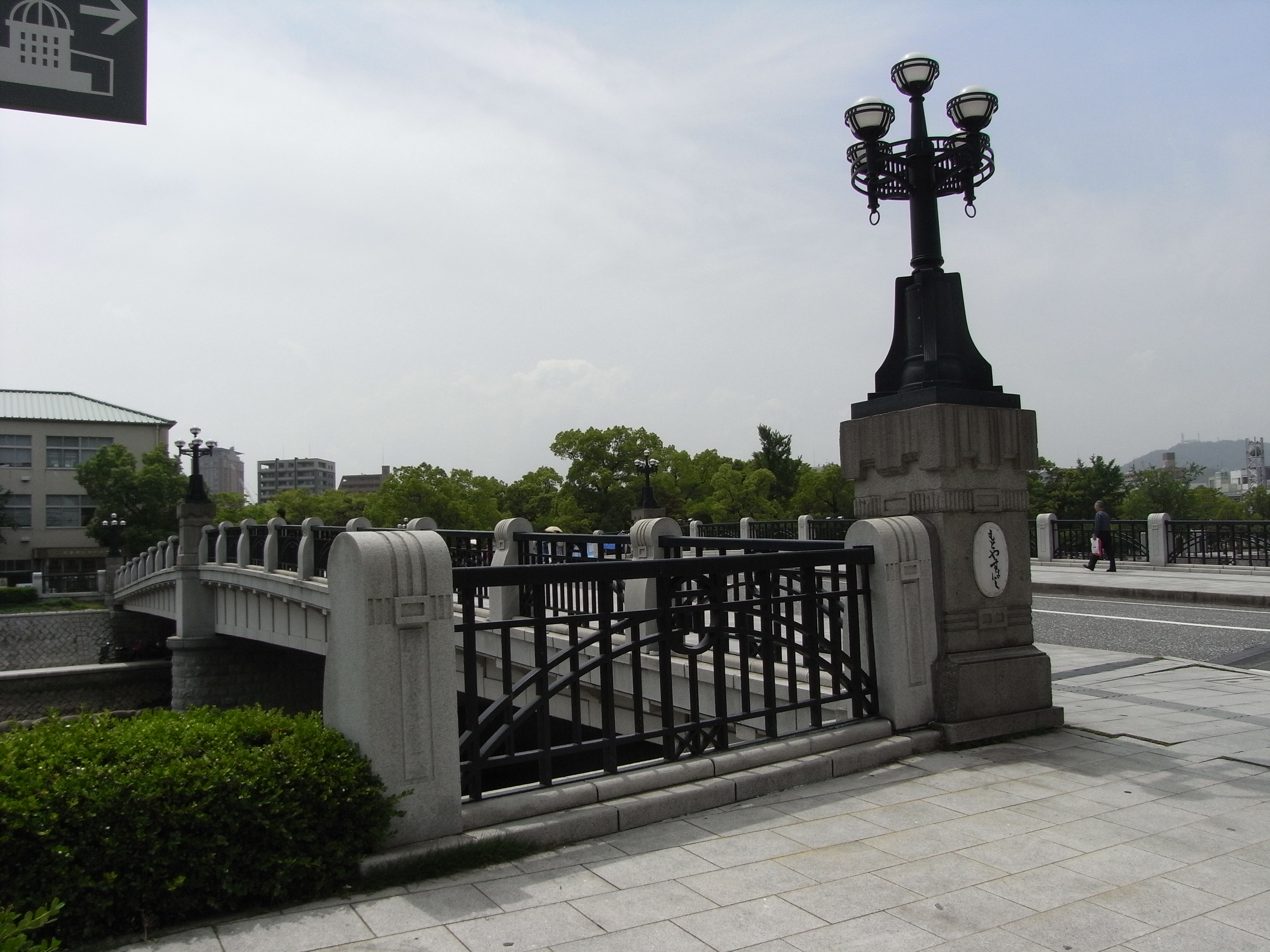
現在の元安橋
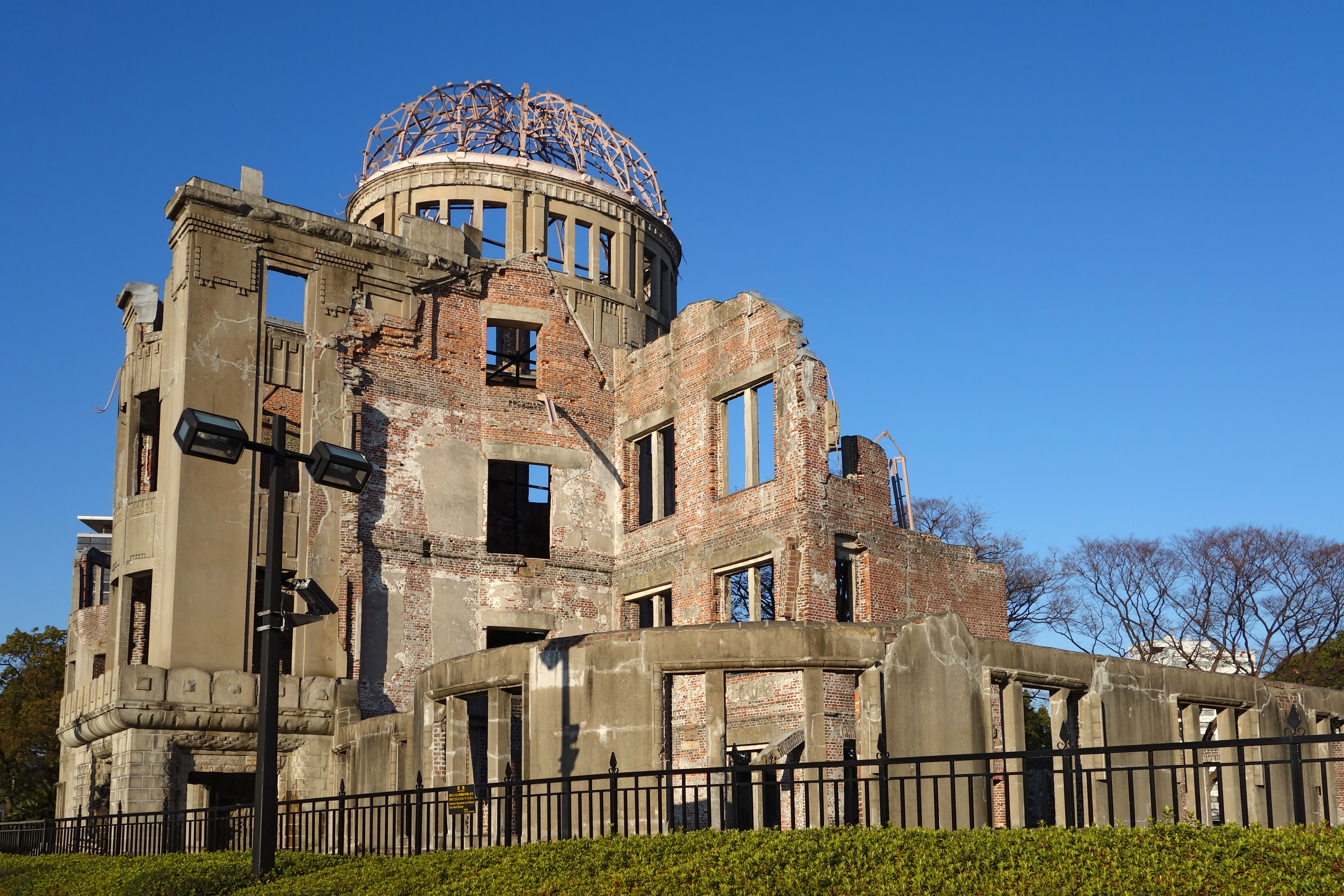
現在の原爆ドーム
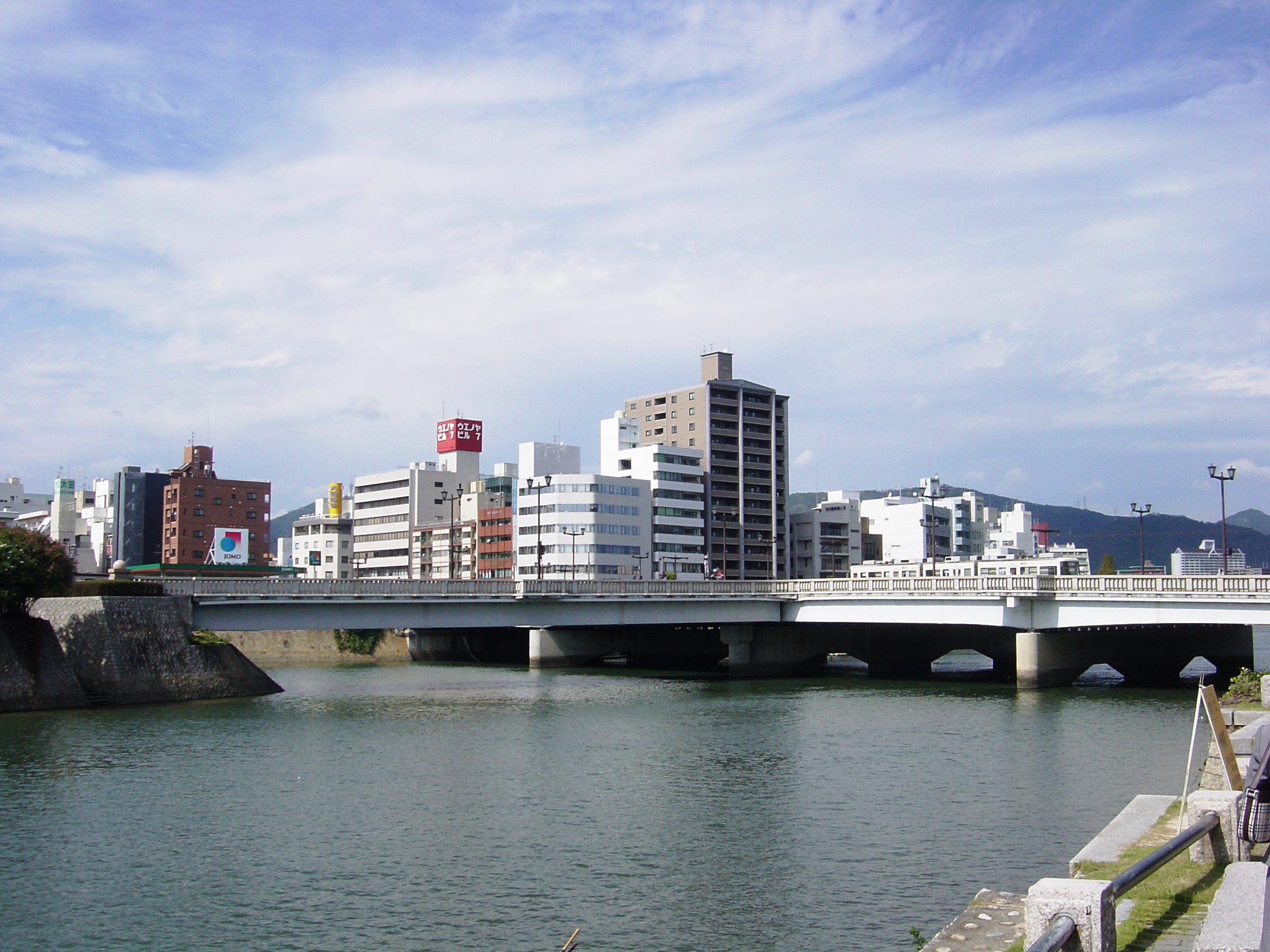
現在の相生橋
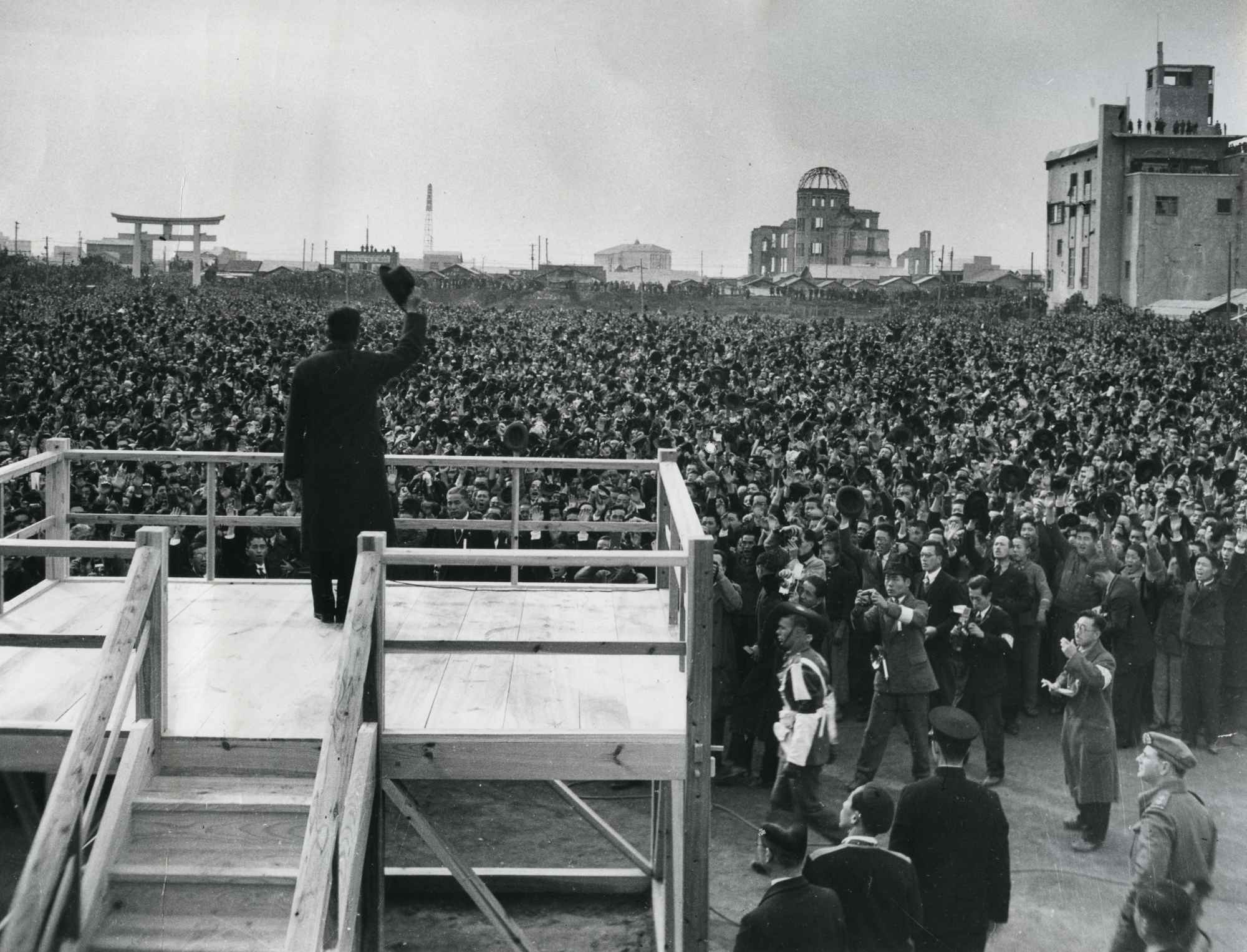
1947年護国神社跡で行われた昭和天皇広島行幸の様子。右に商工会議所、中央に原爆ドームが見える。
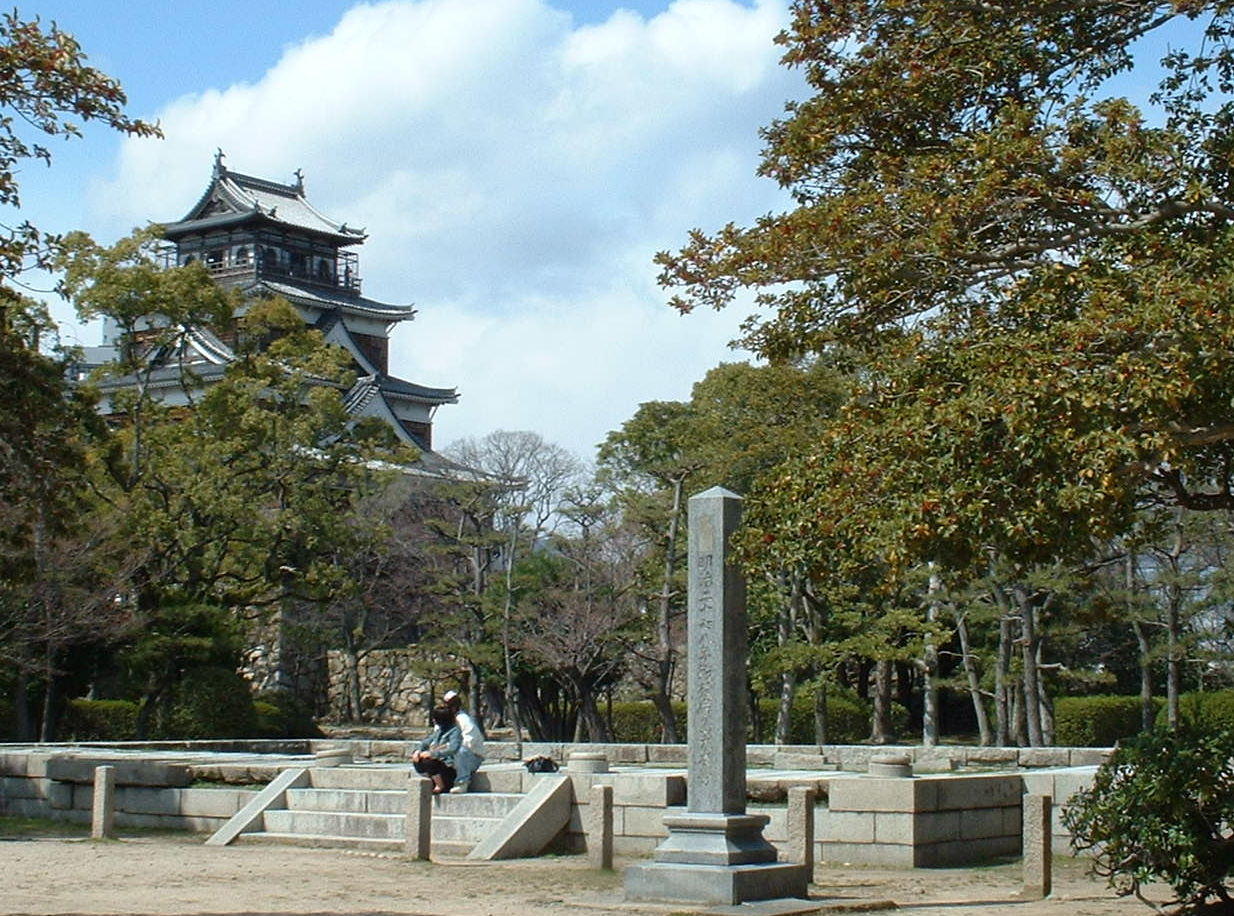
現在の大本営跡

この企画が当たり、海外からの観光客が見学に訪れ、外国人に対応出来る観光ホテルの設置を強く要望されるほどだった。
1960年代以降、原爆ドームを筆頭に活発な被爆建造物存続論争に発展していった。その中で被爆資料も増えたが、1979年には痕跡を残していない樹木が「被爆樹木」として、1985年広島市役所旧庁舎の礎石が「被爆石」として資料化とされるなど、年月が経つと被爆当時にただ存在していたものも資料として登録されるようになった。
50年目の節目を迎え、1990年代初期から市は被爆遺構を洗い直し、1993年に改めて「被爆建物」「被爆樹木」「被爆橋梁」台帳にまとめた。
1995年、世界遺産に原爆ドームが登録される。